# Myriokefala
Myriokefala est un village de Crète situé dans le nome de Rethymnon et faisant partie de la municipalité d’Argyroúpoli. Situé sur les pentes du Krioneritis, le village est à 500 mètres d'altitude environ, surplombant la vallée d'Así Goniá.
 La population actuelle est 402 habitants

## Histoire
Le village de Myriokefala est mentionné dès 1577 comme étant un village de la région de Réthymnon, puis en 1583 comme possédant 99 habitants.
Le village de Myriokefala abrite le monastère de Myriokefala, un des plus anciens de Crète, construit au début du XIe siècle, situé au centre du village. Son église, vouée à Vierge (Panaghia) et datant du début du XIe siècle appartient au type à plan en croix libre et à coupole.
Les fresques du XIe siècle qui ornent l'église furent recouvertes au début du XIIIe siècle par une seconde couche d'un niveau assez provincial. Le monastère déclina au début du XXe siècle.